# 크리스토퍼 말로
크리스토퍼 말로(Christopher Marlowe, 1564년 2월 26일 ~ 1593년)는 16세기 영국의 극작가이다.

## 생애
켄트주의 캔터베리에서 제화공 존 말로와 캐서린의 장남으로 태어났다. 1564년 4월에 태어난 셰익스피어보다 두 달 먼저 태어난 셈이다. 말로는 캔터베리의 왕립학교에서 교육받았으며, 케임브리지 대학의 코퍼스 크리스티 칼리지에서 장학생으로 수학했다. 성직자의 미래가 예정된 행보였으나, 말로의 인생은 전혀 다른 방향으로 전환된다. 재학 중 이미 말로는 첫 희곡 ≪디도, 카르타고의 여왕≫를 썼으며, 오비디우스와 루카누스를 번역하는 등 창작 활동을 시작한다. 1587년 말로의 석사학위 수여가 보류되는데, 그가 1585∼1856년에 케임브리지를 떠나 가톨릭 신학교가 있는 랭스에 다녀왔다는 혐의 때문이었다. 케임브리지 부재 기간 여왕에게 ‘유용한 봉사’를 했다는 추밀원의 개입으로 말로는 일단 혐의를 벗는다. 당시 ‘유용한 봉사’란 밀정 활동을 에둘러 표현하는 말이었다. 말로는 석사학위를 받지만, 성직 대신 극작을 택하여 런던으로 향한다.
말로가 1587년에서 1588년 사이에 쓴 것으로 추정되는 ≪탬벌레인 대왕≫ 1부와 2부는 런던 로즈 극장에서 애드미럴 경 극단에 의해 공연되어 폭발적인 인기를 누렸다. 이는 ≪파우스트 박사≫, ≪몰타의 유대인≫의 성공으로 이어진다. 말로의 런던 시절에 대해서는 이 네 편의 희곡들이 굉장한 성공을 거두었다는 것 이외에 알려진 바가 별로 없다. 토머스 키드, 로버트 그린, 가브리엘 하비 등 동시대 문인들이 기억하는 말로는 이단적 사고와 무신론에 빠져 있는 위험하고 난폭한 인물이었다. 말로는 필경 월터 롤리 경의 무신론 학파에 속했으며, 엘리자베스 여왕의 밀정 팀, 즉 프랜시스 월싱엄 경과 긴밀히 연결되어 있었다.
1593년 말로는 의문의 사고로 죽음을 맞는다. 5월 30일 뎁퍼드에 있는 선술집에서 일어난 칼싸움에서 눈을 찔려 숨을 거둔 돌연사였다. 이는 토머스 키드의 증언에 따라 이단 혐의로 추밀원이 말로의 체포 영장을 발부한 후의 일이었다. 그는 진정 사소한 술값 다툼으로 인한 칼부림의 희생자였는지, 아니면 말로의 이단적 사상이 첩보라는 그의 ‘유용한 봉사’를 덮어버릴 만큼 현 정부와 질서를 위협하여 제거된 것인지 분명한 점은 없다.
말로는 불과 10년이 되지 않는 기간 동안 영문학사에 지울 수 없는 족적을 남긴다. 셰익스피어에 가장 영향을 준 작가일 뿐만 아니라 그 두세 가지 작품의 부분적 집필자였다고도 추측되고 있다. 그는 파우스트, 바라바스, 탬벌레인 대왕, 디도와 같은 거인적 영웅을 만들어낸 것은 한계와 통념을 뛰어넘고자 하는 전복과 위반의 정신이다. 이러한 인물상은 말로가 살았던 르네상스라는 시대와도 무관하지 않다. 말로의 작품들에는 중세 기독교적 우주의 거대한 질서와 틀에서 벗어나 자아와 자유를 찾고자 하는 개인들의 투쟁, 도전, 좌절, 회의, 두려움, 절망이 고스란히 드러나 있다. 말로는 약강 5보격의 무운시 양식을 희곡 양식에 부활시켜 벤 존슨의 찬사처럼 ‘막강한 시행’을 통해 실제보다 거대한 인물상을 빚어낸다. 이들은 중세에서 근대로 이행하는 과도기의 혼란 속에서 자아를 찾아 비상하고 추락한다. 그렇기 때문에 말로의 영웅들에게서 최초의 근대적 인간상을 발견하는 것이며, 말로를 영국 근대극의 시초로 평가하는 것이다.

## 작품 세계
학생시대의 습작으로 생각되는 《디도, 카르타고의 여왕》에서 미완의 서사시 《히어로와 리앤더》를 남기고 급사하기까지 극작기간은 겨우 6, 7년이며 희극의 수도 7편밖에 되지 않으나 모두가 강렬한 개성으로 가득 찬 이색적인 세계를 창조하고 있다.
베르길리우스의 <아에네이스>에서 취재한 《디도, 카르타고의 여왕》를 비롯, 독일 전설의 최초의 극화이며 도덕극의 전통을 계승한 <포스터스 박사의 비극적 생애>, 세네카풍 유혈비극의 잔혹한 무드, 마키아벨리즘, 멜로드라마적인 희극의 각 요소를 교묘하게 내포한 <말타섬의 유태인>을 거쳐 마지막 작품이라고 하는 <에드워드 2세>에 와서는 영국 연대사극(年代史劇)의 장르를 개인의 성격에까지 높여 극작가로서 놀라운 진보를 보였다.
말로의 가장 큰 특색은 <탬벌레인 대왕>이 대표하고 있듯이 청춘의 정열을 비극적으로 노래하는 무운시(無韻詩)의 매력과 극적 박력을 지닌 웅장함에 있으며 또 개인의 내부에 깃들인 무한한 욕망(예컨대 정복욕(<탬벌레인>)·지식욕(<포스터스 박사>)·물욕(<말타섬의 유태인>))을 추구함과 동시에 운명이나 자아와의 내적 갈등을 힘차게 묘사하여 개성 존중의 신시대 정신을 고취했다는 점이다.
단명했기 때문에 극작가로서는 셰익스피어 정도까지는 도달하지 못했으나 중세 연극의 좁은 테두리 안에서 영국 연극을 해방시키고 근세 르네상스 연극의 확립에 기여한 공적은 높이 평가되고 있다.

## 참조 자료
- 이 문서에는 다음커뮤니케이션(현 카카오)에서 GFDL 또는 CC-SA 라이선스로 배포한 글로벌 세계대백과사전의 내용을 기초로 작성된 글이 포함되어 있습니다.
- 본 문서에는 지식을만드는지식에서 CC-BY-SA 3.0으로 배포한 책 소개글 중 "디도, 카르타고의 여왕" 의 소개글을 기초로 작성된 내용이 포함되어 있습니다.